# Константинос Панаги
Константинос Панаги (на гръцки: Κωνσταντίνος Παναγή) е кипърски футболист, вратар, който играе за Омония.

## Кариера
Панаги е юноша на Олимпиакос (Никозия). През 2010 г. е повикан в мъжкия отбор от треньора Памбос Христодулу. През сезон 2013/14 е титуляр и записва 27 мача под рамката на вратата във втора дивизия. На 20 май 2014 г. преминава в Омония.